# La Paz (Fuente Vaqueros)
La Paz es una localidad y pedanía española perteneciente al municipio de Fuente Vaqueros, en la provincia de Granada, comunidad autónoma de Andalucía. Está situada en la parte occidental de la comarca de la Vega de Granada. Cerca de esta localidad se encuentran los núcleos de Cijuela, Romilla y Láchar.

## Demografía
Según el Instituto Nacional de Estadística de España, en el año 2021 La Paz contaba con 61 habitantes censados, lo que representa el 1,38% de la población total del municipio.

### Evolución de la población
| Gráfica de evolución demográfica de La Paz entre 2011 y 2021 |
|                                                              |
| Datos según el nomenclátor publicado por el INE.             |

## Economía
Las principales actividades económicas son la agricultura y la industria maderera derivada de la plantación de chopos. Cabe destacar que aunque la pedanía pertenece al municipio de Fuente Vaqueros, tiene por cercanía una gran dependencia económica a la localidad de Cijuela, al encontrarse allí el colegio, los bancos, supermercados, tiendas y la farmacia más cercanos.

## Cultura

### Monumentos
El principal edificio de la pedanía es la iglesia de 1663 que está dedicada a la advocación del Corazón de Jesús.
El Molino, del siglo XVII, también de alto valor histórico, que se conserva en buen estado, gracias a la conservación y mantenimiento de sus propietarios.[cita requerida]

### Fiestas
Sus fiestas populares, organizadas por los vecinos, son el primer fin de semana de agosto.